# Östra Rädsjön
Östra Rädsjön är en sjö i Orsa kommun i Dalarna och ingår i Dalälvens huvudavrinningsområde. Sjön har en area på 0,369 kvadratkilometer och ligger 466,1 meter över havet.

## Delavrinningsområde
Östra Rädsjön ingår i det delavrinningsområde (678753-142940) som SMHI kallar för Ovan Snickbäcken. Medelhöjden är 424 meter över havet och ytan är 24,56 kvadratkilometer. Det finns inga avrinningsområden uppströms utan avrinningsområdet är högsta punkten. Rädan som avvattnar avrinningsområdet har biflödesordning 3, vilket innebär att vattnet flödar genom totalt 3 vattendrag innan det når havet efter 330 kilometer. Avrinningsområdet består mestadels av skog (77 procent) och sankmarker (12 procent). Avrinningsområdet har 1,2 kvadratkilometer vattenytor vilket ger det en sjöprocent på 4,9 procent.

## Galleri

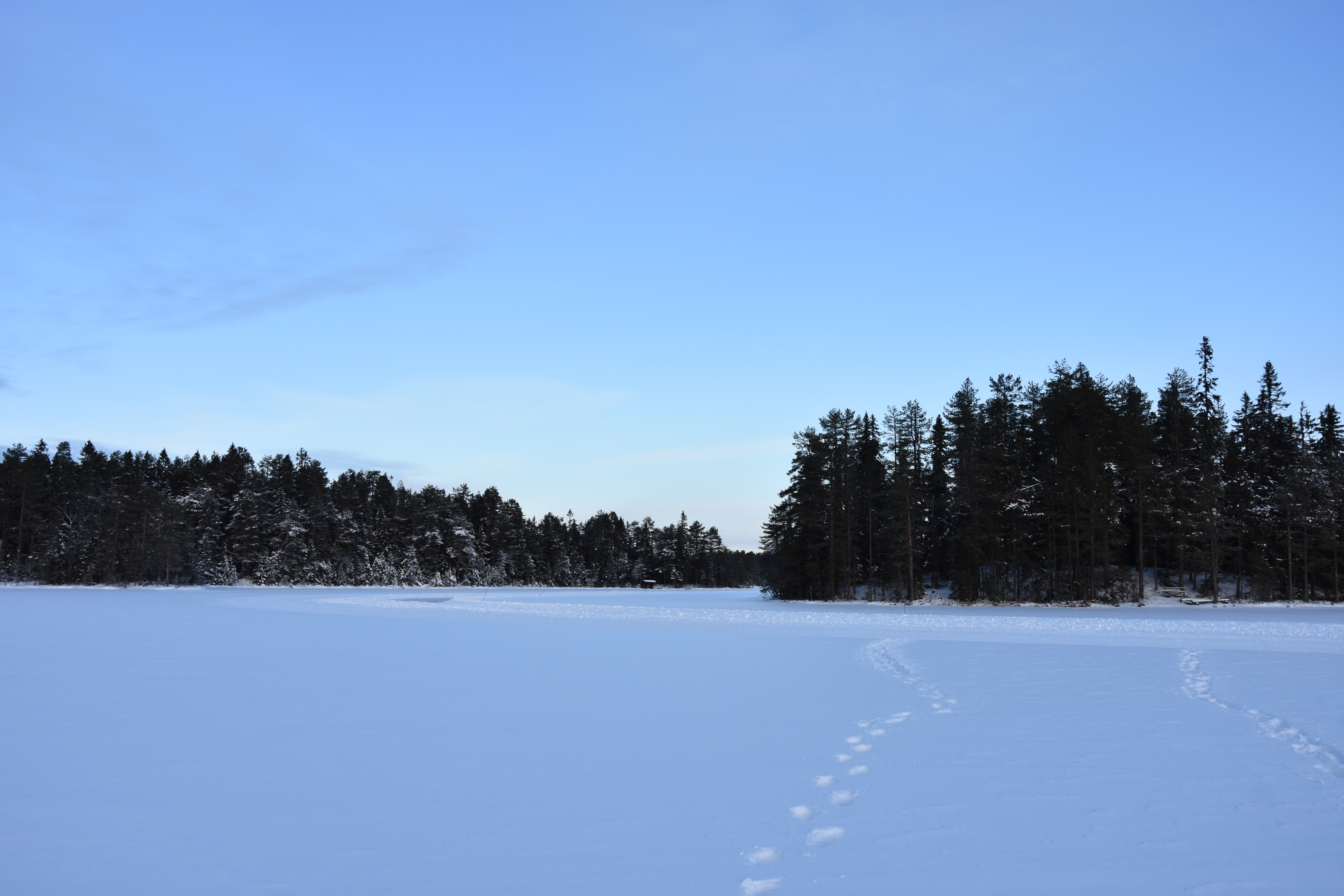
Syn på Östra Rädsjön på vintern.
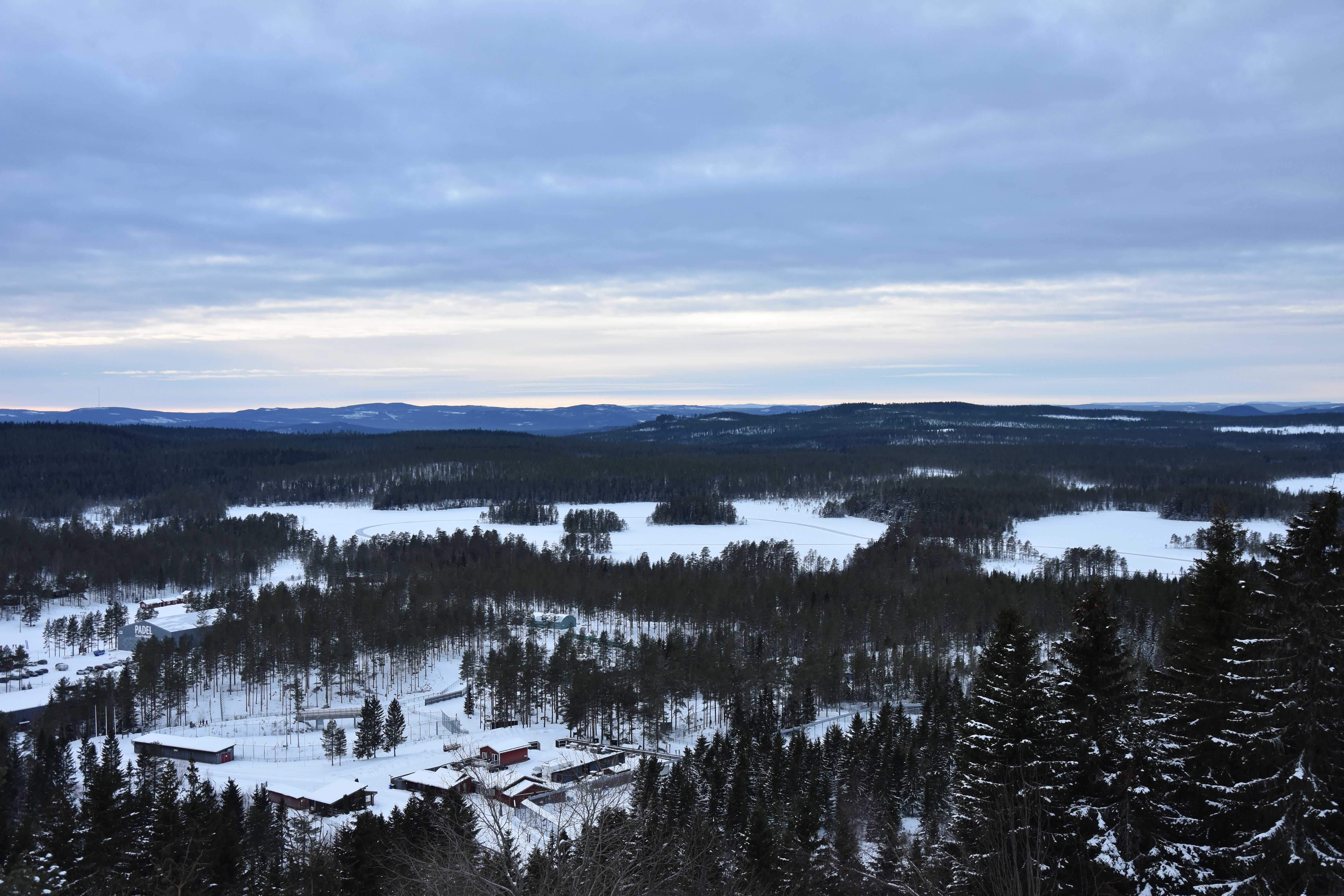
Syn på sjöns område på vintern.